# Jacques Santini
Jacques Santini (* 25. April 1952 in Delle, Frankreich) ist ein französischer Fußballtrainer und ehemaliger Fußballspieler. Er betreute von 2002 bis 2004 die französische Nationalmannschaft. 

## Spielerkarriere
Als Zwölfjähriger hatte der spätere französische Nationaltrainer in der Jugend von Fesches-le-Châtel gespielt, bevor er 1969 mit 17 Jahren zur AS Saint-Étienne wechselte, damals Vorzeigeclub der Division 1 (jetzt Ligue 1). Hier erlebte der Mittelfeldspieler viele sportliche Höhepunkte. Sein Verein dominierte die Liga und wurde zu Santinis Zeit viermal Meister und zweimal Pokalsieger. Herausragend war das Erreichen des Finales im Europapokal der Landesmeister 1976, als man dem FC Bayern München mit 0:1 unterlag. Dabei traf Santini einmal den Innenpfosten. Der Abpraller landete aber auf der Linie, da die Pfosten noch eckig waren. 1981 wechselte Santini zum Montpellier HSC.

## Trainerlaufbahn
Von 1983 bis 1985 fungierte er in Lisieux als Spielertrainer, danach begann seine Karriere im Profibereich beim FC Toulouse, wo er bis 1989 blieb. Anschließend arbeitete er drei Jahre bei OSC Lille. Schließlich führte ihn sein Weg 1992 als Fußballlehrer zurück an die Stätte seiner größten Erfolge ins Stadion Geoffroy-Guichard, „chaudron“ (Hexenkessel) genannt und lange Zeit überaus gefürchtet bei allen Clubs, die dort gastieren mussten. Doch als Santini in seiner neuen Funktion kam, waren die besten Jahre der „Stéphanois“ schon lange vorbei. Von Dezember 1994 bis Juni 1995 folgte die Station FC Sochaux, quasi einer der Heimatvereine des im Territoire de Belfort Geborenen. 
1995 berief ihn der Französische Fußballverband (FFF) zum Directeur Technique National, ein verantwortungsvoller Posten, den Santini bis 1997 innehatte. In ähnlicher Funktion wechselte er danach als Technischer Direktor zu Olympique Lyon und legte den Grundstein dafür, dass sich die Lyonnais in der französischen Spitze etablieren konnten und gar den Sprung in europäische Höhen schafften. Im Jahr 2000 übernahm er hier den Trainerjob und gewann zuerst 2001 den Ligapokal und holte 2002 den ersten Meistertitel der Vereinsgeschichte ins Zentrum Frankreichs. 2002 wurde er zum Trainer des Jahres gewählt.
Als der Nationaltrainer Roger Lemerre nach der missratenen Fußball-Weltmeisterschaft 2002 in Japan und Südkorea zurücktreten musste, trat Santini am 19. Juli 2002 dessen Nachfolge an und gewann 2003 mit einer nur geringfügig veränderten „Équipe Tricolore“ den Konföderationen-Pokal. Im Jahr 2003 wurde er zum Weltnationaltrainer des Jahres gewählt.
Als sich der FFF weigerte, Santinis Vertrag schon vor der EURO 2004 in Portugal zu verlängern und stattdessen erst das Abschneiden dort abwarten wollte, verkündete der Trainer seinen Abschied nach dem Turnier, in dem Frankreich schon im Viertelfinale am späteren Europameister Griechenland scheiterte. 
Schon vor der EURO 2004 hatte Santini sich mit dem englischen Premier-League-Club Tottenham Hotspur auf ein Engagement geeinigt. Als Kotrainer brachte er Dominique Cuperly mit, seinen ehemaligen Assistenten bei Olympique Lyon, der zuvor lange Jahre mit Guy Roux zusammengearbeitet hatte. Tottenham Hotspur, im Wettstreit der großen Londoner Clubs längst hinter Arsenal und Chelsea auf Platz drei zurückgefallen, hofften auf eine Renaissance, und Santini verkündete sogleich seine Philosophie: „Was ich von meinen Fußballern verlange? Talent, Ambition und Perspektive. Ich brauche Spieler, die stolz darauf sind, das Trikot ihres Clubs zu tragen und die sich nach Niederlagen ärgern.“
„Jacques, der Architekt“, wurde er in der englischen Presse genannt, und die Anfangserfolge schienen die Vorschusslorbeeren für den Franzosen, der nur schlecht Englisch spricht, zu rechtfertigen. Doch als sich sportlicher Misserfolg einstellte und nicht mehr aufhören wollte, geriet das von Chairman Daniel Lévy installierte kontinentale System mit Sportmanager Frank Arnesen, Trainer Santini und seinem Assistenten Martin Jol aus den Fugen und erwies sich als Hauptgrund für vielerlei Irritationen, die im November 2004 zum Rücktritt Santinis führten. 
2005 bis 2006 trainierte Santini als Nachfolger von Guy Roux die Erstligamannschaft der AJ Auxerre.